# Давид Д’Ор
Давид Д’Ор (ивр. דוד ד'אור‎) — трижды призёр израильской премии Певец года и премии Лучший вокал. Он также был избран представлять Израиль на Евровидении 2004, где занял 11-е место в полуфинале. К февралю 2008 года девять из его альбомов стали платиновыми.

## Родословие и ранние годы
Д’Ор родился в Холоне, Израиль. Он является потомком еврейской семьи, изгнанной из Испании XV в. во время Испанской инквизиции. Его прадед был известным раввином в Ливии, а его отец переехал с семьей из Ливии в Израиль.
Когда он был мал, его родители хотели, чтобы он стал юристом, но он просто любил петь. По достижении зрелости его голос начал ломаться, и он тренировал себя петь на высоких октавах, что у него хорошо получалось к удивлению и к неодобрению окружающих (в Израиле высокие тона считаются дурным тоном). «Я мог петь и низко, и высоко, это как если б у тебя были обе руки, и ты можешь пользоваться обеими».
Потом последовала профессиональная музыкальная карьера классического тенора, когда он поступил в местную израильскую консерваторию. Взлёт его карьеры начался, когда музыкальный директор Израильского филармонического оркестра Зубин Мета прослушал его и предложил ему учиться у надлежащих менторов.

## Профессиональная карьера

### 1992-99: Ранние годы
В 1992 году Д’Ор выпустил свой первый альбом Давид Д’Ор и достиг третьей строчки в чартах Великобритании.
Его второй альбом Меняющиеся высоты был выпущен в 1993 году,
В 1995 году выпускает новый альбом Давид и Соломон .
В 1995 году Израиль и Папский престол только установили дипломатические отношения и Д’Ор получил приглашение из Ватикана выступить перед Иоанном Павлом II . Репертуар концерта включал совместную с европейской классической музыкой этнические песни и специально были исполнены Д’Ором для Папы на итальянском и иврите. Исполнение вещалось по мировым телеканалам и получило широкие отзывы. Он стал первым израильским певцом, поющим для Папы Римского на иврите. После выступления перед Папой Римским: ("Он взял мою руку и благословил меня, " — сказал Д’Ор,- «я подумал, и вот я здесь, маленький Давид, поющий на иврите…Это было мощно.»), он был приглашен в Италию для выступлений, которые позже освещались в прессе и телевидении.
В 1997 году выпустил свой четвёртый совместный альбом, и в том же году Симфонический оркестр Рахнана заказал у Д’Ора специфическую кантату с текстом религиозного содержания Божьи дети, на тему любви к ближнему и примирению авраамических религий.

### 2000-настоящее время: Певец года и Евровидение
Его пятый альбом В душе был выпущен в 2001 году и стал платиновым.
В 2001 году Д’Ор стал «Певцом года» Израиля и «Лучшим вокалом». В 2002 году он снова выигрывает эти премии и премию «Лучшая песня» на церемонии Израиль Мюзик Авордз.
В 2003 году Д’Ор был выбран представлять Израиль в Евровидении в Стамбуле, с песней «Поверить» ведущей израильской телекомпанией. Песня была выбрана среди четырёх его песен путём голосования членов жюри комитета Евровидения (60 % голосов)и телеголосования во время показа баскетбола Евролиги, проходящем в Тель-Авиве (66 %).
Во время Евровидения ему пришлось вернуться домой и покинуть Стамбул для того, чтобы навестить готовящегося к ампутации ноги страдающего диабетом отца, а затем снова вернуться в Стамбул продолжить участие на Евровидении. Он занял 11-е место в полуфинале и не попал в финал, в то время как 19 % всей телеаудитории смотрело Евровидение и болело за соотечественника. on May 12, 2004,
19 мая 2007 года Д’Ор выступил с японской сопрано Сэйко Ли на мировой премьере его кантаты мира «Халелу — Песни Давида» в Белграде, Сербия в Сава-центре. Концерт транслировался в шести остальных восточно-европейских странах. Композиция для сольного вокала, хора, и оркестра родилась в результате совместных усилий Д’Ора и американского маэстро Дэвид Итона, музыкального директора Нью-Йорк Сити Симфони . Халелу исполнялся на английском, иврите, арабском и латинском языках с посланиями мира от иудаизма, христианства и ислама и псалмом 113 (в исполнении Д’Ора на иврите), как основы четвёртого действия. Позже он выпустил альбом Халелу — Песни Давида; кантата мира (2007) совместно с Ли, Симфоническим оркестром Пахнана, и членами Филармонического хора Израиля.
Д’Ор исполнял песни перед Мартином Лютером Кингом III на конференции Ближневосточной мирной инициативы (MEPI) в 2007 году в Тель-Авиве. Кинг прослезился от исполнения им песни "Саммертайм, " а публика стоя аплодировала. Кинг был так тронут, что пригласил Д’Ора спеть на праздновании Дня рождения Мартина Лютера Кинга мл. в Баптистской церкви Ковенант авеню в Гарлеме, где Мартин Лютер Кинг мл. выступал в последний раз до своей смерти от рук наемника. Д’Орр заставил своим исполнением песни «О, благодать» публику в составе Президента Билла Клинтона, прослезиться.
Слова Д’Ора по поводу выступления на Фестивале музыки, искусства и танца :
…на фестивале на Канарах перед 20000 человек прямо перед собой я увидел прямо перед собой группу молодых людей с палестинскими флагами, и я в начале был в напряжении, поскольку не знал, каковы его намерения. Я закрыл глаза и сказал: "Слушай, ты всегда проповедуешь о силе музыки и о том как она может сближать людей, " и я нацелил своё сердце на них, и я пою специально для них, а затем я открыл свои глаза и увидел, что палестинская молодежь танцует, размахивая флагами, и подпевает, и для меня это было благодатным зрелищем, поскольку я не думал, что такое когда-нибудь случится. Я не знаю почему этот мир…выбирает… всегда …войну и ненависть, ведь легче решать проблемы, когда ты просто хочешь решить их, вот, что я почувствовал тогда. И может быть я наивен, но это то, во что я верю 
.
В 2008 году Д’Ор выпустил альбом-молитвенник, который за три недели стал золотым. Он также выступал с основателем Всемирного фестиваля музыки Питером Гэбриэлом в Лондоне и выиграл премию «Любимец публики»

## Выступления
В дополнение к выступлению перед двумя папами, Д’Ор также выступал перед израильским президентом Шимоном Пересом, итальянским президентом Наполитано, Джорджо, Королём Пхумипон Адульядет Таиланда, Королём и Королевой Швеции в Королевском дворце в Стокгольме, Нельсоном Манделой, Тони Блэром и Биллом Клинтоном.
Д’Ор выступал с Израильским филармоническим оркестром, Лондонским симфоническим оркестром, Венским филармоническим оркестром и Нью-Йоркским симфоническим оркестром.
Д’Ор выступал в таких странах как США, Великобритания, Канарские острова, Швеция, Германия, Польша, Австрия, Венгрия, Сербия, Италия, Турция, Индия, Таиланд, Австралия, Китай, Тайвань, Сингапур, Филиппины, Марокко и Израиль. Он выступал перед аудиторией в 55000 человек на Трафалгарской площади в Лондоне и 40000 человек в Париже.
 В мае 2014 года певец с успехом выступил на концерте в Капелле Санкт-Петербурга.

## Личная жизнь
Д’Ор и его жена, в прошлом дизайнер драгоценных украшений, а сейчас менеджер супруга, познакомились, будучи старшеклассниками. У них двое детей, и они проживают в городе Савьоне близ Тель-Авива.

## Значение псевдонима
Д’Ор (D’Or) на французском языке означает «золотой» или «золото» на французском, а на франкоговорящих языках оно означает «Золотой Давид» или «Давид из золота».

## Дискография

### Альбомы
| Год  | Название                                   | (англ.)                                          | Израильская сертификация (Международной федерации фонографической индустрии | Лейбл        |
| ---- | ------------------------------------------ | ------------------------------------------------ | --------------------------------------------------------------------------- | ------------ |
| 1992 | David D’Or                                 | «David D’Or»                                     | Platinum                                                                    | Hed Arzi     |
| 1993 | Begovah Mishtaneh                          | «Changing Altitudes», or «Changing Heights»      | Double Platinum                                                             | Hed Arzi     |
| 1995 | David & Shlomo                             | «David and Salomon»                              | Platinum                                                                    | Hed Arzi     |
| 1997 | David D’Or & Etti Ankri                    | «David D’Or & Etti Ankri»                        | Double Platinum                                                             | Hed Arzi     |
| 2001 | Baneshama                                  | «In the Soul»                                    | Platinum                                                                    | SISU         |
| 2003 | David D’Or VehaPhilharmonic                | «David D’eor & the Philharmonic; Live Concert»   | Platinum                                                                    | Aviv         |
| 2004 | Le Haamin                                  | «To Believe»                                     | Platinum                                                                    | SISU         |
| 2006 | Kmo HaRuach                                | «Like the Wind»                                  | Gold                                                                        | SISU         |
| 2007 | Ofa’a Haia                                 | «Live Concert»                                   | Platinum                                                                    | Hed Arzi     |
| 2007 | Halelu—Shirim Shel David; Cantata LeShalom | «Halelu—Songs of David; Cantata for Peace»       | —                                                                           | Hed Arzi     |
| 2008 | Shirat Rabim                               | «Prayers», or «Songs of the Many—A World Prayer» | Gold                                                                        | Hed Arzi     |
| 2008 | 聽見愛的聲音                               | «Voice of Love»                                  | Platinum                                                                    | Da Jung Jang |